# 이지민 (아나운서)
이지민(1984년 9월 28일 ~ )은 대한민국의 CBS 소속 아나운서이다.

## 출연작

### CBS
- 뮤직플러스 (기독교방송)
- CBS 저녁종합뉴스